# Kloster Waisach

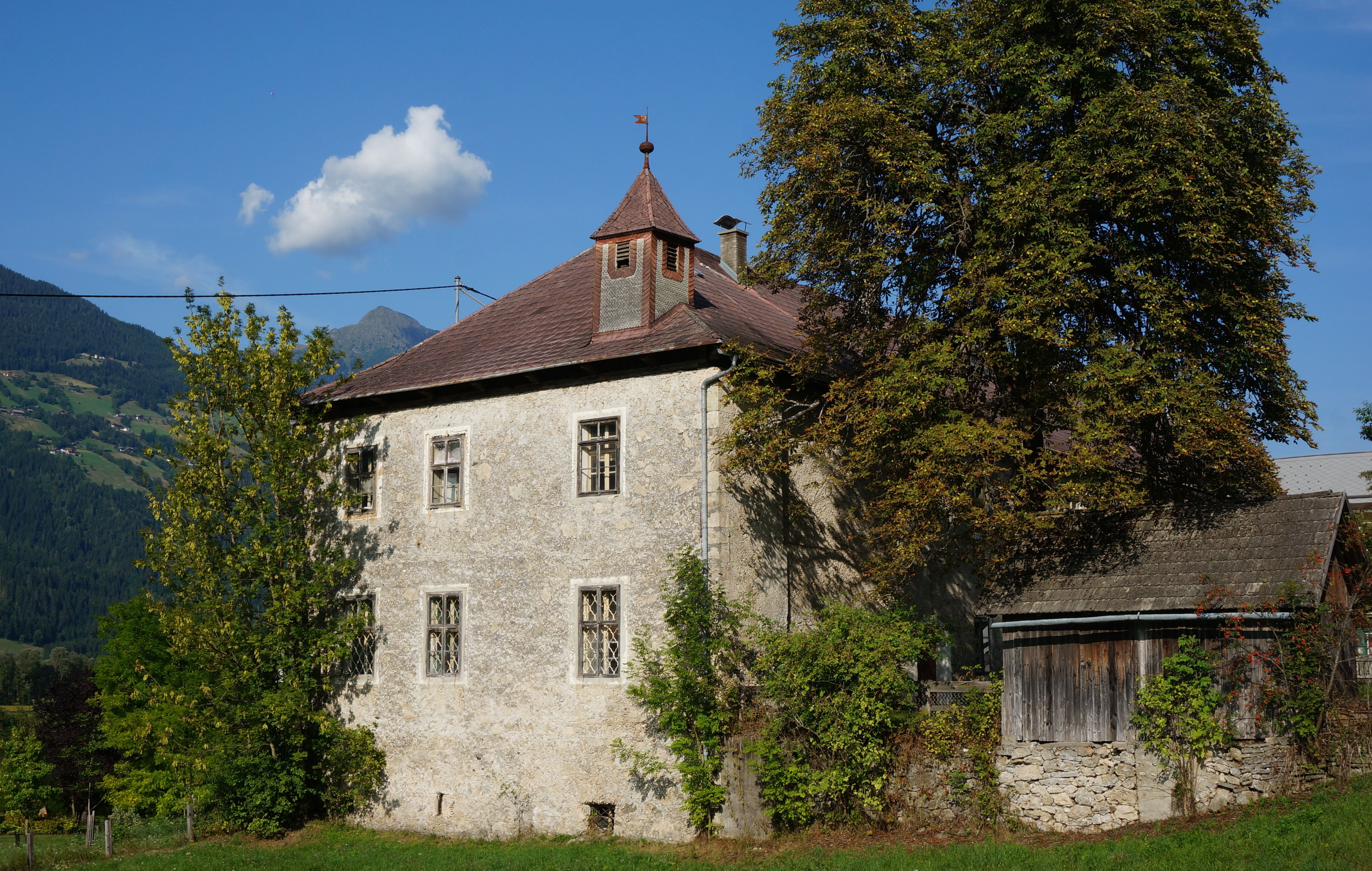
Kloster in Waisach

Die ehemalige Kloster Waisach steht im Straßendorf Waisach der Marktgemeinde Greifenburg im Bezirk Spittal an der Drau in Kärnten.  Das Gebäude steht unter Denkmalschutz (Listeneintrag).

## Geschichte
Hannibal Porcia holte den Orden der Hieronymitaner nach Kärnten. Wolfgang Holzer (Frater Onuphrius) († 1724 in Wien), ein charismatischer Prediger und Einsiedler aus Bayern, organisierte Geld über adelige Sponsoren. Fürst Josef Leopold Orsini-Rosenberg stiftete kurz vor seinem Tod 1738 die Pfarre Waisach mit den Filialen Amlach und Egg sowie das klösterliche Hospiz, das in den folgenden 15 Jahren gebaut wurde.
Der mächtige Tuffgebäude wurde 1746 unter Kaiserin Maria Theresia als Missionsstation fertiggestellt und südseitig mit dem Bau einer Klosterkirche begonnen. Nach 40 Jahren wurde unter Kaiser Joseph II. 1786 das Kloster aufgehoben. Daraufhin diente das Gebäude als Spital für Augenkranke und zur Versorgung verarmter Mitbürger.
Nach der endgültigen Auflösung des Ordens 1819 wurde die Klosterkirche abgebrochen, teils wurde mit dem Baumaterial der hölzerne Kirchturm der Pfarrkirche Waisach massiv erhöht. Der Ostteil des Klosters wurde als Pfarrhof erworben. Auf den Fundamenten der Klosterkirche entstand ab 1907 eine zweiklassige Volksschule und im ehemaligen Kloster entstanden Wohnungen für Pfarrer, Lehrer und Förster.
Im Ersten Weltkrieg 1915 wurden 500 russische Kriegsgefangene im und vor dem Kloster in eigens errichteten Baracken einquartiert und beim Bau der Weißensee-Kreuzbergstraße eingesetzt.
1927 begann der Orden der Missionare vom Heiligsten Herzen Jesu in Liefering bei Salzburg mit einem Noviziat in Waisach, übersiedelte aber nach zwei Jahren nach Fürnitz.
Im Zweiten Weltkrieg diente das Klostergebäude der Wehrmacht als Kaserne, mit 1945 nutzten britische Besatzungssoldaten das Gebäude als Unterkunft.
1947 übernahm der Orden der Missionare vom Kostbaren Blut die Pfarre Waisach, ohne jedoch einen Konvent zu begründen. 1972 übersiedelte die Volksschule nach Greifenburg.
2015 begannen die Planungsarbeiten zur Reaktivierung des Klosters als Pilgerstätte und Zentrum für Gesundheit, Kultur und Spiritualität. Die Calcium-Magnesium-Sulfat-Hydrogenkarbonat-Quellen auf dem Gelände sollen für Wassertherapien genutzt werden, Tuffsteingalerien und Kräutergärten für die Gesundheitssorge gemäß der Naturheilkunde.